# Organický peroxid

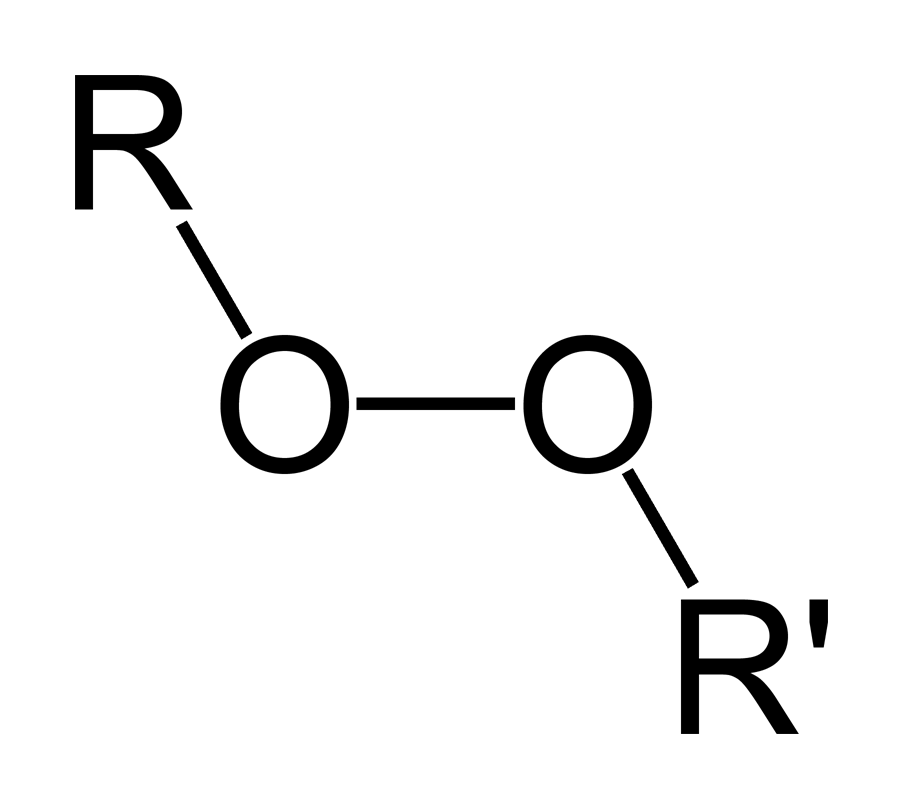
Obecná struktura organického peroxidu

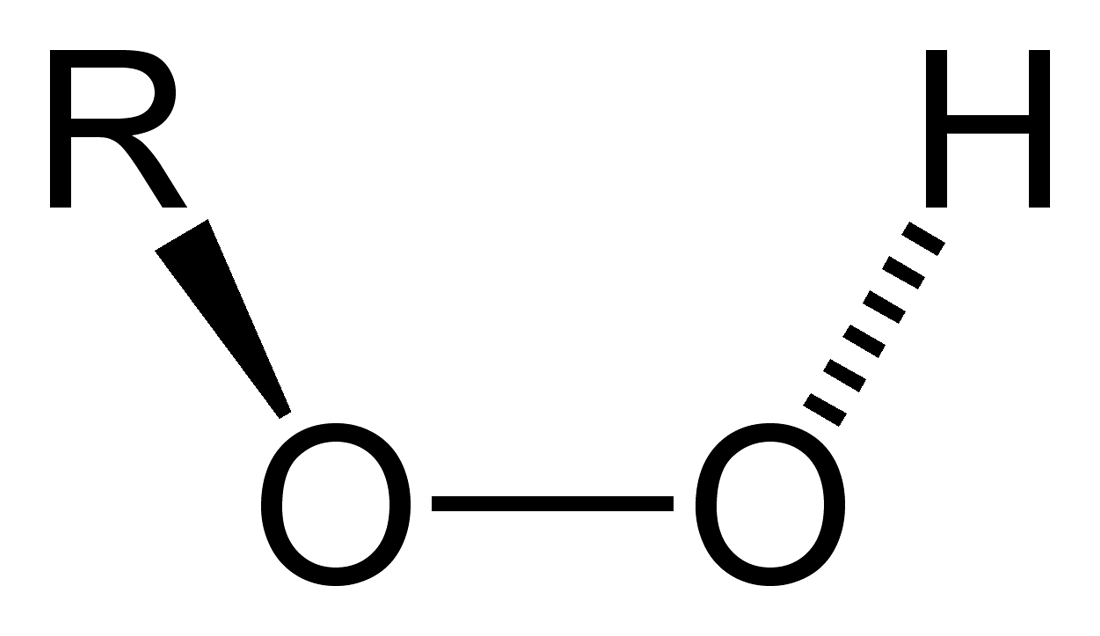
Obecná struktura organického hydroperoxidu

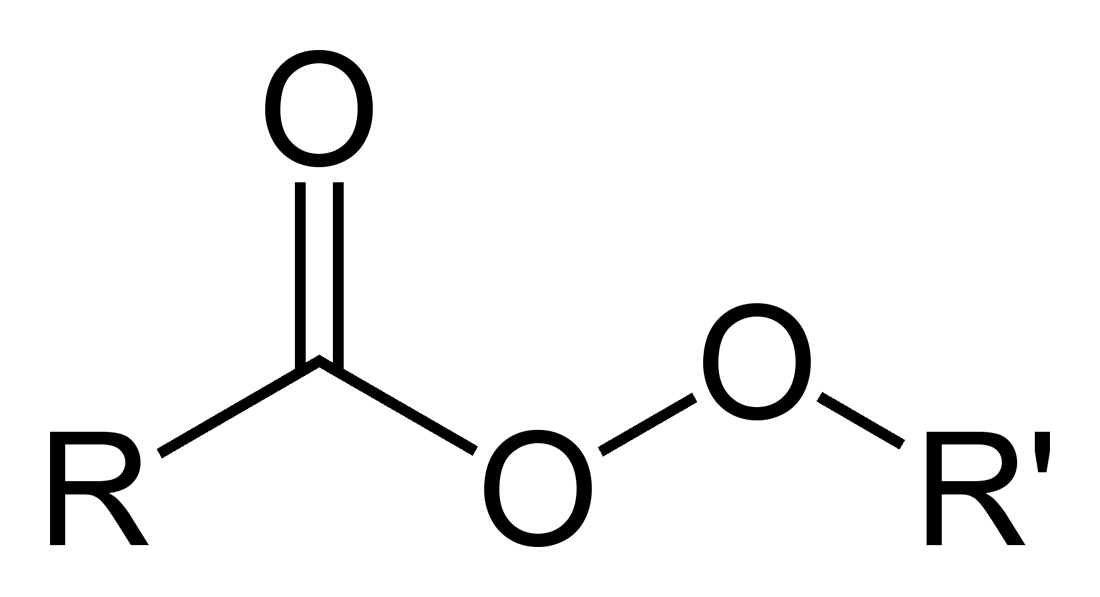
Obecná struktura peresteru

Organické peroxidy jsou organické sloučeniny obsahující peroxidovou funkční skupinu (ROOR'). Je-li R' vodík, sloučenina se nazývá organický hydroperoxid. Perestery mají obecnou strukturu RC(O)OOR.
Vazba O-O se snadno rozpadá a tvoří volné radikály v podobě RO·. Proto jsou organické peroxidy užitečné jako iniciátory některých druhů polymerizací, například u epoxidových pryskyřic použitých pro skelné lamináty. K tomuto účelu se obvykle používají MEKP a benzoylperoxid. Uvedené vlastnosti však také znamenají, že organické peroxidy mohou záměrně nebo nechtěně iniciovat explozivní polymerizaci látek s nenasycenými chemickými vazbami - tento proces se využívá ve výbušninách.
Většina organických peroxidů jsou vysoce hořlavé a výbušné látky, často reaktivní a těkavé. Již 5 mg diethyletherperoxidu může roztříštit skleněnou chemickou soupravu. Organické peroxidy, podobně jako jejich anorganické obdoby, jsou účinnými bělidly.

## Syntéza
Peroxidy lze syntetizovat v laboratoři řadou různých cest:
- peroxykyseliny oxidací karboxylových kyselin peroxidem vodíku
- peroxykyseliny oxidací a hydrolýzou Grignardových činidel
- peroxidy fotooxidací dienů
- peroxidy oxymerkurací alkenů s následnou reakcí s hydroperoxidem
- peroxykyseliny reakcí alkylhalogenidů s peroxidem vodíku

## Reakce
Některé peroxidové reakce jsou:
- organická redukce na alkoholy hydridem lithnohlinitým nebo estery kyseliny fosforité
- štěpení na ketony a alkoholy v zásadou katalyzovaném Kornblumově–DeLaMareově přesmyku